# Мустеца Ігор Васильович
Мустеца Ігор Васильович (нар. 23 червня 1980, місто Чернівці, Чернівецька область) — заступник Генерального прокурора України з 02.04.2020 року.

## Життєпис
Освіта: вища, у 2001 році закінчив Чернівецький національний університет імені Юрія Федьковича за спеціальністю «Правознавство», кваліфікація юрист, у 2013 році – Національну академію прокуратури України за спеціальністю «Правознавство», кваліфікація магістр права. Кандидат юридичних наук.
З серпня 2001 року по листопад 2002 року проходив службу в органах УПМ ДПА Чернівецької області.
З листопада 2002 року працював в органах прокуратури Чернівецької області на посадах: помічника прокурора м. Чернівці; прокурора відділу нагляду за додержанням законів органами внутрішніх справ при провадженні оперативно-розшукової діяльності, дізнання та досудового слідства прокуратури області; заступника прокурора Садгірського та Шевченківського районів м. Чернівці; прокурора Шевченківського району м. Чернівці; заступника прокурора Чернівецької області.
З вересня 2016 року по квітень 2020 року обіймав посаду першого заступника прокурора Чернівецької області.

## Робота в Офісі Генерального прокурора
З 2 квітня 2020 року – заступник Генерального прокурора
.

## Нагороди і почесні звання
Указами Президента України присвоєно почесне звання «Заслужений юрист України», нагороджено орденом «За заслуги» ІІІ ступеня..
Заохочувався Генеральним прокурором України. Нагороджений нагрудними знаками «Подяка за сумлінну службу в органах прокуратури» ІІІ ступеня, «За сумлінну службу в органах прокуратури», «Почесний працівник прокуратури України».